# Francestown
Francestown est une municipalité américaine située dans le comté de Hillsborough au New Hampshire. Selon le recensement de 2020, sa population est de 1 610 habitants.

## Géographie
La municipalité s'étend sur 30,68 milles carrés (79,46 km2), dont 0,54 milles carrés (1,4 km2) d'étendues d'eau.

## Histoire
Lorsqu'elle devient une municipalité en 1772, la ville prend le nom de l'épouse du gouverneur John Wentworth, Frances Deering Wentworth,. Francestown était autrefois un poste de péage, situé sur l'unique route entre Boston et le Vermont.